# Free Gaza Movement

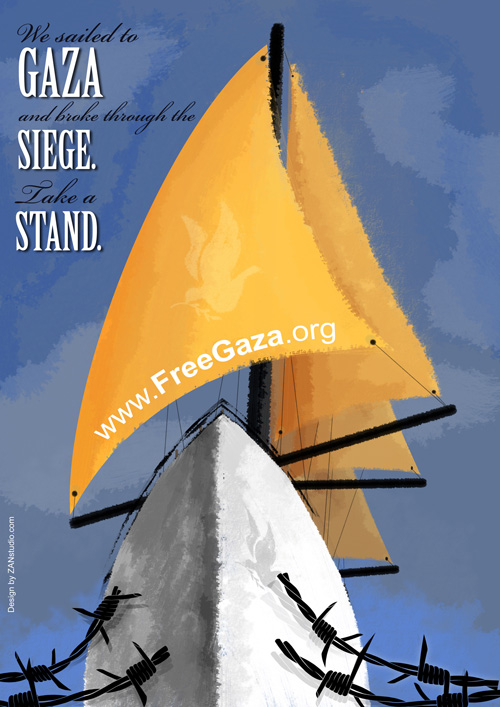
Das Logo von 'Free Gaza Movement'

Free Gaza Movement ist eine internationale, „pro-palästinensische“ Organisation, die in Nikosia registriert ist und von verschiedenen Hilfsorganisationen und politischen Aktivisten unterstützt wird. Von Kritikern wird ihr unter anderem die Zusammenarbeit mit offen antisemitischen und islamistischen Gruppen vorgehalten.

## Geschichte
Eigenen Angaben zufolge hat die Bewegung das Ziel, die israelische Blockade des Gazastreifens zu durchbrechen bzw. auf diese aufmerksam zu machen.
Im Jahr 2007 begann die Organisation mit den Vorbereitungen, um die Sperrzone zu überwinden, die nach der gewaltsamen Machtübernahme der Hamas im Gazastreifen von Israel eingerichtet worden war. Es wurden rund 300.000 US-Dollar aus Spendengeldern gesammelt und zwei Schiffe gechartert. Die erste Fahrt mit diesen Schiffen fand im August 2008 statt.
Seitdem gab es nach eigenen Angaben insgesamt zehn Versuche, auf dem Seeweg nach Gaza zu gelangen – im August 2008, Oktober 2008, Dezember 2008 bis Januar 2009, Juni 2009 sowie im Mai/Juni 2010 (siehe auch Ship-to-Gaza-Zwischenfall) –, fünfmal davon (alle im Jahr 2008) erfolgreich. Ein letzter Versuch im Juli 2011 wurde bereits in Griechenland vereitelt.
Besonderes Aufsehen erregte vor allem der Konvoi im Mai 2010, der unter anderem von den drei Bundestagsabgeordneten der Partei Die Linke, Annette Groth, Inge Höger, Norman Paech, sowie der nordirischen Friedens-Aktivistin Mairead Corrigan, dem US-amerikanischen Politik-Aktivisten Paul Larudee und vom schwedischen Schriftsteller Henning Mankell begleitet wurde. Die Flotte wurde am 31. Mai 2010 wie zuvor bereits mehrfach von Israel angekündigt von der israelischen Marine in internationalen Gewässern geentert. Dabei kamen neun Menschen ums Leben.
Die Bewegung wirft Israel vor, es wolle mit der Gazablockade die palästinensische Bevölkerung dort aushungern. 
Israel legte laut einem 2012 veröffentlichten Bericht seit 2008 seinen Lebensmittellieferungen in den Gazastreifen einen Bedarf von 9,5 MJ/d (= 2.279 kcal/d) pro Kopf zugrunde. Hinzu kommen lokal erzeugte Lebensmittel und vor allem solche, die durch Tunnels aus Ägypten eingeschmuggelt werden. Laut Welternährungsorganisation (FAO) liegt der Schwellenwert für Hunger bei 7,5 MJ (= 1.800 kcal) täglich pro Kopf.

## Unterstützer
Die Bewegung hat mehr als 70 prominente Unterstützer, unter anderem Desmond Tutu, Mairead Maguire und Noam Chomsky. Zu den teilnehmenden Organisationen der Free-Gaza-Bewegung zählt das International Solidarity Movement und die islamistische IHH. In Deutschland wird sie unterstützt von der Organisation Pax Christi und dem Verein Internationale Ärzte für die Verhütung des Atomkrieges. Zu den teilnehmenden Aktivisten gehören u. a. Jeff Halper, Hedy Epstein, Lauren Booth und Mitglieder verschiedener christlicher, jüdischer und muslimischer Organisationen.

## Kritik
Die Free-Gaza-Bewegung wird häufig für ihre Verbindungen zu offen antisemitischen und islamistischen Personen und Gruppen, die auch an den öffentlichkeitswirksamen Aktionen teilnehmen, kritisiert. So standen 2010 beispielsweise die Hamas unterstützende IHH sowie Autoren radikal-islamistischer Zeitungen und Funktionäre der rechtsextremen türkischen Partei BBP auf der Passagier-Liste der „Mavi Marmara“.
Der Generalsekretär der Vereinten Nationen Ban Ki-moon, die USA, Frankreich, Großbritannien, die Türkei und Kanada protestierten 2011 öffentlich gegen das geplante Auslaufen der Flottille.
2012 sah sich die Gründerin der Free-Gaza-Bewegung Greta K. Berlin infolge eines von ihr veröffentlichten antisemitischen Tweets großer Kritik, vereinzelt auch aus den Reihen anti-zionistischer Aktivisten, ausgesetzt. Daraufhin distanzierte sich die bis dahin mit der Free-Gaza-Bewegung und Berlin verbundene Organisation Jewish Voice for Peace von diesen. Der amerikanische Journalist Jeffrey Goldberg warf der Organisation in diesem Zusammenhang vor, eine Delegitimierung Israels zu betreiben und zudem heuchlerisch zu sein, da gegen die ägyptische Blockade Gazas nicht protestiert werde.